# 齐伯镇
齐伯镇，是中华人民共和国贵州省安顺市平坝区下辖的一个乡镇级行政单位。
2012年，贵州省人民政府批复同意撤销齐伯乡，设置齐伯镇，镇人民政府驻齐伯村。

## 行政区划
齐伯镇下辖以下地区：
齐伯村、水江村、跑马村、下寨村、来吉村、王家寨村、来路村、石板村、窑上村、木威村、格支村、旧院村、桃花村、浪烟村、野毛村、关口村和下坝村。